# Panzerdivision Clausewitz
La  Panzer-Division Clausewitz était une unité régulière de la Wehrmacht. Elle fut mise sur pied le 6 avril 1945. Elle porte le nom du général prussien Carl von Clausewitz.

## Formation et composition
Le Heeresgruppe H tente de mettre sur pied une Panzerdivision Clausewitz le 4 avril 1945 à partir du Pz.Ausb.Verband Grossdeutschland et la 325e Inf.Div. mais devant les difficultés, décide que la Panzerdivision Clausewitz sera créée officiellement le 6 avril 1945 dans la région de Lauenburg, sur l’Elbe avec à sa tête le Generalleutnant Martin Unrein et avec les effectifs de l'ancien état-major de la Panzerdivision Holstein avec les éléments suivants :
- Panzer-Brigade 106
- II. (SPW)/Panzer Rgt. Feldherrnhalle 1
- Pz. Gren. Ers. und Aubsb. Rgt. Feldherrnhalle
- Pz. Gren. Rgt. 42
- Panzerjäger Abteilung Grossdeutschland

Le 13 avril 1945, le Kampfgruppe Putlos (composé d'éléments de la Panzertruppenschule Putlos, l'école de formation des blindés de Putlos) rejoint la Panzerdivision Clausewitz. La qualité des soldats était élevée, car la plupart étaient d'anciens combattants de 1re ligne qui avaient été envoyés dans des divisions de réserve, après s'être remis de blessures, et les équipages de chars étaient surtout composés d'instructeurs. L'état-major du Kampfgruppe possède deux Panthers, la 1. Kompanie a deux Tigers I et 10 Panthers, la 2.Kompanie a sept Panzerkampfwagen IV, un Jagdpanzer IV, un Sturmgeschütz IV et quatre Panzerkampfwagen IV[Passage problématique].

## Combats
Du 13 au 16 avril 1945, la Panzerdivision Clausewitz subit son baptême du feu au sud de Hambourg, contre une unité blindée britannique du 8e corps de la 2e Armée britannique lors de la défense d'Uelzen. La division possède alors une vingtaine de chars, une dizaine de canons d'assaut et 70 à 80 véhicules de reconnaissance. Elle repousse plusieurs assauts des troupes blindées canadiennes, qui avaient été victorieuses lors de la bataille de Xanten, qui devant cette défense acharnée, poursuivent leur poussée à 10 km à l'ouest de Uelzen en direction de Bienenbüttel.   
Rattachée au XXXIXe Panzerkorps, la division est dirigée vers le Sud, contre les forces américaines qui ont atteint l'Elbe, afin de couper leurs voies de ravitaillement et de communication et rejoindre la 11e SS Panzer Armée. 
Le 21 avril, la division atteint le Mittellandkanal à Fallersleben, qu'elle tente de franchir. La défense anti-char américaine repousse l'attaque et le lendemain la Panzer-Division Clausewitz subit une contre-attaque par des forces blindées et des avions. Les combats sont violents et le 22 avril une partie de la division est faite prisonnière. La division n'existe plus. Le XXXIXe Panzerkorps ordonne de former alors avec les restes une unité provisoire la Panzergrenadier-Brigade Clausewitz (un nom qui ne sera pas officialisé avant la fin de la guerre).  

### Commandant
| Début        | Fin        | Grade           | Nom           |
| ------------ | ---------- | --------------- | ------------- |
| 4 avril 1945 | 8 mai 1945 | Generalleutnant | Martin Unrein |